# Boca de Parita
Boca de Parita est une localité située dans la province de Herrera, au Panama.